# The Man From M.A.R.S.
The Man from M.A.R.S., anche conosciuto con il titolo Radio-Mania, è un film muto di fantascienza stereoscopico del  1922 diretto da Roy William Neill. Questo film è celebre perché l'unico ad essere stato proiettato con il sistema 3-D Teleview inventato da Laurens Hammond, precursore dei moderni sistemi Alternate Image digitali. Dopo la sua prima distribuzione il titolo venne cambiato in Radio-Mania.

## Trama
Arthur Wyman è il classico scienziato distratto, innamorato di Mary Langdon, la figlia della sua padrona di casa. Per darle una mano inventa una sveglia che non fa "tic-tac".
Grazie ai soldi guadagnati con un articolo, mette a punto una radio che dovrebbe contattare il pianeta Marte. Mentre armeggia con esso, si addormenta e sogna di essere entrato in contatto con i marziani. Costoro gli forniscono numerose importanti informazioni: come ottenere i diamanti dal carbone, l'oro dall'argilla e costruire acciaio che pesa "meno di niente".
Ciò che apprende lo fa diventare enormemente ricco finché, con suo grande disappunto, si sveglia. Ma poi arriva Mary e gli comunica che ha venduto i diritti per la sua sveglia silenziosa per un sacco di soldi, tutto finisce bene.

## Produzione
Laurens Hammond ha realmente guadagnato del danaro inventando un orologio silenzioso, che gli ha permesso di classificarsi come inventore.

## Distribuzione
Il film è stato proiettato al Sewlyn Theatre di New York, il 27 dicembre 1922 con il titolo M.A.R.S.. In seguito è stato ridistribuito con il titolo Mars-Mania e Radio-Mania.

## Film 3D

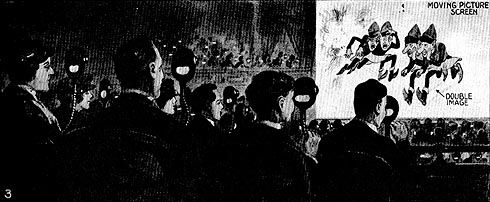
Illustrazione da un articolo sul sistema Teleview

The Man From M.A.R.S. è il solo film proiettato con il sistema Teleview messo a punto nel 1922 da Laurens Hammond e William F. Cassidy, e precursore dei moderni sistemi digitali Alternate Image.
Teleview era un sistema molto complesso per i suoi tempi, studiato per permettere la visione di immagini stereoscopiche attraverso sequenze di immagini alternate (alternate image o shutter glasses).
Il film veniva proiettato interlacciando l'immagine destra/sinistra una dopo l'altra sul medesimo schermo, che gli spettatori potevano osservare attraverso uno speciale visore sincronizzato collegato al bracciolo destro della poltrona sulla quale sedevano, avendo semplicemente cura di posizionarlo davanti ai loro occhi così da poter osservare immagini stereoscopiche e ottenere di conseguenza l'illusione della tridimensionalità.
Il sistema venne usato nel solo Sewlyn Theatre di New York, il 27 dicembre 1922, per la proiezione di questo lungometraggio e di alcuni corti. Lo spettacolo ottenne un enorme successo, ma dopo la proiezione del primo film il sistema venne abbandonato.